# 28 Monocerotis
28 Monocerotis, som är stjärnans Flamsteed-beteckning, är en ensam stjärna belägen i den mellersta delen av stjärnbilden Enhörningen, som också har variabelbeteckningen V645 Monocerotis. Den har en genomsnittlig skenbar magnitud på ca 4,69 och är svagt synlig för blotta ögat där ljusföroreningar ej förekommer. Baserat på parallaxmätning inom Hipparcosuppdraget på ca 7,3 mas, beräknas den befinna sig på ett avstånd på ca 450 ljusår (ca 138 parsek) från solen. Den rör sig bort från solen med en heliocentrisk radialhastighet av ca 27 km/s.

## Egenskaper
28 Monocerotis är en orange till gul jättestjärna av spektralklass K4 III, som har förbrukat förrådet av väte i dess kärna och utvecklats bort från huvudserien. Dess spektrum visar ovanligt starka absorptionslinjer av cyanoradikaler.
Den har en massa som är ca 2,2 solmassor, en radie som är ca 48 solradier och utsänder ca 524 gånger mera energi än solen från dess fotosfär vid en effektiv temperatur av ca 4 000 K.
28 Monocerotis är en roterande variabel av FK Comae Berenices-typ (FKCOM), som har visuell magnitud +4,68 och varierar med en amplitud av 0,02 magnituder med en period av 0,207878 dygn eller 4,9891 timmar.
Mätning inom Gaiauppdraget av avvikelser i stjärnans egenrörelse tyder på att en följeslagare kan kretsa kring stjärnan på ett avstånd av 1,9 AE.